# Mårten Drost
Mårten Drost, även Mårten Drotz, var en holländsk-svensk fogde och bruksägare.

## Biografi
Drost, som själv var från Nederländerna, anlade 1639 Björkborns bruk, där han erhållit privilegium att uppföra en hammarsmedja. Han hade dock redan sedan 1629 varit verksam som fogde i Karlskoga.
Drost var bergsfogde i Lekebergslagen från 1641 till 1650.
År 1648 sålde Drost bruket till Johan Lillieström, som även förvärvade Bofors hammare.